# 이상백 (1904년)
이상백(李相佰, 1904년 8월 6일~1966년 4월 14일)은 일제강점기와 대한민국의 독립운동가, 사학자, 체육인, 스포츠 행정가, 작가, 저술가, 언론인, 대학 교수, 정치인이다.
본관은 경주. 호(號)는 상백(想白), 백무일재(百無一齋).

## 대표 경력
- 국제올림픽위원회 종신위원
- 대한민국 문교부 편수관
- 서울대학교 교수
- 고려대학교 교수
- 한국독립당 당무위원

## 일생
사학자로도 활동하였고 각종 사회단체와 문교부 고시출제위원, 중앙공무원교육원 명예교수 등을 역임했다. 일제강점기 중반의 농구 선수였으며 각종 올림픽 대회의 선수단 대표와 대표단장을 역임하였다. 학회 활동으로는 진단학회, 연경학회, 대한민국 학술원의 회원으로 활동하였다.
독립운동가 이상정, 시인 겸 작가 이상화의 동생이며, 수렵가 겸 문필가 이상오의 형이고 예비역 대한민국 육군 준장 박창암의 처숙부이다. 본관은 경주(慶州)이며 경상북도 대구(현재의 대구광역시) 출신이다.

## 생애

### 생애 초반

#### 출생과 가계
이상백은 1904년(광무 7년) 8월 6일 경상북도 대구부 중구 서문로 12번지의 양옥집에서 태어났다. 아버지는 이시우(李時雨)이며, 어머니는 김신자(金愼子)로 김해 김씨이다. 4형제 중 셋째이다. 첫째 이상정은 독립 운동가이며, 둘째 이상화는 독립운동가이자 민족 시인, 작가이며 넷째 이상오는 정통 수렵가이자 바둑 유단자이다. 그의 집안은 대구의 명문가로 대 부잣집(大富家)이었으나 아버지 이시우는 둘째 아들이었다. 그의 큰아버지인 이일우(李一雨)의 자손들은 대구의 명문가로 성장하였다.
상백 형제의 할아버지 이동진은 자신의 재산을 털어 대구 중구에 신식 학교인 우현서루를 열어 학생들에게 한학을 가르쳤고, 남녀, 신분을 가리지 않고 학생들을 받아들였다. 나중에는 교사를 초빙, 수학, 역사, 국어, 영어, 일본어 등 신식 학문을 가르쳤다. 할아버지 이동진의 뒤를 이어 큰아버지 이일우가 우현학교의 일을 맡아보았다. 큰아버지 이일우의 자손들은 대구의 명문가로 성장했는데, 훗날 2000년대 초반 그의 생전 큰아버지인 이일우의 후손들은 대학 학장 3명, 교수 10명, 의사 30명, 장군 2명, 언론·출판분야 11명을 배출하였다. 또한 사촌 이상악은 작가이자 그의 친구인 육당 최남선과 사돈이 되었고, 다른 자손들 중에는 '박작대기' 박중양 집안과도 인척 관계를 형성하였다. 네 살 때 아버지를 여의고 큰아버지 이일우에 의해 양육되었다.

#### 학창 시절
할아버지 이동진, 백부 이일우가 세운 우현서루(友絃書樓)에서 한학과 수학, 국어 등을 수학하고, 1910년 대구고등보통학교에 입학했다.
그는 1915년 대구고등보통학교를 졸업했으며, 1919년 3·1 만세 운동의 여파로 대구에서 벌어진 만세 운동에 참여하려다가 실패하고 잠시 은신하였다. 그 뒤 부산항에서 배편으로 떠나가서 결국 일본으로 유학, 일본 와세다제일고등학원(早稻田第一高等學院)을 거쳐, 1923년 와세다대학 문학부 사회철학과에 입학했다.

### 청년기 활동

#### 일본 유학 시절
1924년 일본의 일본 대학농구연맹을 결성하고 와세다 대학 농구팀 대표로 일본 대학농구연맹에 참여하였으며, 일본 대학농구연맹 농구부 주장으로 미국에 원정 경기에 출전하여 여러 번 우승을 거두기도 했다. 그밖에 축구, 야구에도 주전 선수로 실력을 보여주었다. 1927년에 와세다 대학 문학부 사회철학과를 졸업했다. 그 뒤 모교인 와세다 대학 동양사상연구소 연구원을 지냈다.
일본에서 수학, 연구하는 동안에도 자주 배편으로 귀국, 경성과 일본을 내왕하며 국내 학계 학자들과 긴밀히 제휴하거나 학문적인 견해를 주고 받았으며, 진단학회의 결성준비와 창립 발기에 참여하고, 진단학회의 회원이 되었다. 또한 진단학회의 기관지 진단학보에도 칼럼과 논문을 송고하였다. 1927년 와세다 대학교 대학원으로 진학 3년간 동양학, 사회학을 수학하고 1930년 석사과정을 수료하고 귀국하였다.

#### 체육 활동
이후 1930년에 일본농구협회를 창설하여 창립회원으로 활동했으며, 그해 일본농구협회 상무이사에 선임되었다. 1931년에 일본체육회 상무이사를, 1935년에 일본체육회 전무이사를 맡았다. 그는 일찍부터 유명한 농구선수로 활약하였으며, 일제강점기 당시의 체육계 경력이 인정되어 만년에는 체육 이론가와 행정가로서 활동하였다.
1932년에는 로스앤젤레스 하계 올림픽 일본 선수단 임원으로 참가하여 로스앤젤레스에 다녀왔다. 1935년 일본체육회 전무이사에 취임하고 1936년에는 베를린 하계 올림픽 일본 대표선수단 총무로 참가, 베를린에 다녀왔다.

#### 일제강점기 후반
그후 제11회 도쿄 올림픽 대회 유치위원과 준비위원으로 미국, 영국, 독일, 스위스, 프랑스, 스웨덴, 핀란드, 폴란드 등을 방문하여 대회 유치와 준비에 협조를 구하는 등의 활동으로 일본 체육계의 공로자로 칭송받았다. 1939년부터 1941년에는 모교인 와세다 대학 재외특별연구원으로 중국에 파견되어 동양학을 연구했으며, 1940년에는 창씨개명을 끝까지 거부하였으나 도쿄 올림픽 유치와 추진의 공로로 조선총독부에서 그를 함부로 다루지 못했다. 1944년에는 여운형이 결성한 지하독립운동 단체인 건국동맹에 참여하여 활동했다.

### 광복 직후 활동

#### 광복 직후
광복 직후에도 여운형의 건국준비위원회에 활동하였다. 건준의 해산 이후 별다른 정치적 입장표명은 하지 않았고 1945년 9월 조선 체육 동지회를 결성하여 회장에 취임, 본격적인 체육단체 조직 및 체육경기 활성화를 위해 노력하였다. 이해 12월 조선 체육회 상무이사가 되었다. 그 뒤 IOC 가입을 목표로 활동하였으며, 반탁 시위에 휘말리지 않고 IOC 가입 문제를 논의하였다. 1946년 초 IOC 가입 대책 위원회를 조직하고 부위원장에 위촉되었다.
1946년에 경성대학(京城大學, 서울대학교의 전신) 문리과대학 교수가 되었다. 1947년 서울대학교 문리과대학 사회학과를 창설, 이후 사회학과 주임교수에 임명되어 사망 직전까지 재임하였다. 이후 서울대학교 부속 박물관장과 서울대학교 동아문화연구소 소장을 겸임하였다. 1955년 서울대학교로부터 문학박사 학위를 수여받았다.

#### 체육 활동
일제강점기인 1932년 로스앤젤레스올림픽을 비롯, 1936년 베를린 올림픽 대회의 대표로 참석한 경력이 인정되어, 1948년 런던올림픽, 1952년 헬싱키 올림픽, 1956년 멜버른 올림픽에 파견되었으며, 그후 매번 올림픽에 출전하는 대한민국측 대표선수단 총감독, 단장, 아시아 경기 대회 대표 선수단 단장 등으로서 여러 번 선수단을 이끌고 해외에 원정하기도 했다. 1960년 로마 올림픽 등의 선수단장으로 파견되었다.
1946년에는 조선체육회 이사장에 취임했으며, 1948년 10월 잡지 학풍(學風)이 창간되자 필진으로 참여하였다. 1948년 단독 정부 수립론과 남북협상론이 대두되었을 때 그는 단독정부 수립을 지지하였다. 대한체육회 설립 이후 1951년에는 대한체육회 부회장에 취임했다. 이후 아시아경기연맹 집행위원을 거쳐 국제 올림픽 위원회(IOC) 위원으로 선출되었다.

### 학술 연구 및 각종 사회활동

#### 사학 연구 활동
일제강점기 당시 서자들을 차별대우하는 문제인 '서얼차대(庶孽差待)의 연원에 대한 일문제'를 진단학회 학보에 기고한 것을 시작으로, 조선 전기와 건국 초기 분야에 대한 것을 연구하였다. 그는 '삼봉인물고(三峰人物考)', 이조 태조의 사전개혁운동(私田改革運動)과 건국 후의 실적, 위화도회군고(威化島回軍考), '우창비왕설(禑昌非王說)에 취하여', '고려말 이조초에 있어서의 이성계 일파의 전제개혁운동(田制改革運動)과 그 실적' 등 고려 말, 조선 건국, 조선 전기 분야의 정치, 사회적인 현상에 대한 연구와 분석을 시도하였다.
또한 1910년까지도 고려 우왕과 고려 창왕이 신돈의 아들, 손자라는 주장의 허구성을 논증하고, 조선의 건국 세력이 우왕과 창왕을 신돈의 자손인 것처럼 유포했다는 결론을 내렸으며, 이를 근거로 '우창비왕설(禑昌非王說)에 취하여'를 발표하였다. 또한 조선 전기의 서자 차별 문제에 대한 연구 외에도 과부 재가 금지법인 '재가금지습속(再嫁禁止習俗)의 유래에 대한 연구' 등의 논저를 발표하였다. 그밖에 진단학회에서 편찬한 《한국사-근세전기편-》과 《한국사-근세후기편-》의 편집을 담당하였다.
'삼봉인물고(三峰人物考)'를 발표한 이래 그는 정도전이 역적으로 몰린 것은 정도전의 잘못도 있지만 정도전의 정적들에 의해 일방적으로 비난, 부정적인 시각만 강조되어 왔음을 주장하여 화제가 되기도 했다. 주로 고대사와 중세사, 상고사를 연구하는 타 학자들과 달리 그는 주로 조선 왕조사의 연구에 집중하여 힘썼으며 조선 건국과 조선 초기 분야의 연구에 업적을 이룩하여 1963년 건국훈장과 문화훈장 대통령장(大統領章)을 수여받았다.

#### 사회학, 통계학 연구 활동
그는 대학에서 국사, 근세사 외에도 사회학사, 한국사회론 등을 강의하였으며, 《질서와 진보》, 《중간계급의 성격》 등의 논문을 발표하였다. 1947년 서울대학교 문리과 대학 사회학과의 개설에도 주도적으로 참여한 이래 국내 최초로 사회학과를 설립하고, 대학 강의와 교양지 및 학술지를 통해 사회학을 보급하였다. 또한 사회학을 연구하는데 기초자료로서 통계조사와 설문을 채택, 통계학에도 관심을 보였다. 이어 사회학의 연구와 보급을 위해 외국 사회학을 소개하는 데도 힘써, 미헬스(Michels,R.)의 《정치 사회학》, 루세그 와런의 《사회학개론》 등의 책을 한글로 손수 번역, 이들 서적의 번역서를 간행하기도 하였다.
그의 사회학은 주로 유럽과 아메리카 대륙의 고전 사회학 이론을 국내에 도입하되 고전 사회학 이론을 한국 사회에 적용하고 이해하려 노력하였다. 통계학을 연구하면서 사회 조사에도 관심을 기울여 농촌, 도시, 사회 계층 등에 관한 여러 가지 조사 연구와 설문 등을 하였다. 황해안의 여러 섬들에 관한 조사보고서인 《서해도서 (西海島嶼)》를 집필하기도 하였다.

#### 학술, 사회 단체 활동
그는 작가이자 수필가로도 활동하였으며, 대한민국 정부 내무부의 고등고시 출제위원으로 국사, 문학 분야의 출제를 담당하였고, 중앙공무원훈련원 고문 교수를 역임했다. 또한 대한민국 학술원이 출범하자 학술원 회원으로도 초빙되었다. 사회단체 활동으로는 연경학회(燕京學會) 회원, 동방문화 연구소 위원 등으로도 위촉되었다.
대한민국 문교부 대학교수자격 심사위원회 위원이 되고, 국사편찬위원회 위원과 3·1 문화상 심의위원회 위원 등으로도 위촉되어 활동하였다. 여행을 좋아하여 일찍부터 그는 국내 명승고적지와 세계 5대양 6대주를 수없이 돌아다닌 여행가였으며, 기행문 등을 남기기도 했다.
1957년 한국사회학회의 창립에 참여하고, 한국사회학회의 1대 회장이 되었으며 2대 회장으로 연임되었다. 1961년 6월 5·16 군사 정변 이후 군정에서 조직한 재건국민운동본부 중앙위원회 위원의 한 사람으로 위촉되었다.

### 생애 후반
1964년에 대한 올림픽 위원회 위원장과 국제 올림픽 위원회 종신위원에 선출되었으며, 1963년에 대한민국 정부로부터 건국문화훈장 대통령장을 수여받았다. 1964년 도쿄 올림픽대회 선수단장으로 파견되었다.
만년에는 그는 국학, 동양학의 연구를 목적으로 서울대학교에 동아문화연구소를 설립, 초대 소장으로 재직하며 연구 계획을 수립하고 학술 세미나 개최를 기획, 준비하였다. 그는 장서가로, 젊은 시절부터 헌책방과 각종 서점을 돌며 평소 희귀한 한중고활자본을 비롯한 진귀한 많은 서적을 수집하는 것이 취미였는데, 만년에 자신이 수집한 책들 모두를 서울대학교 중앙도서관에 기증하여 상백문고(想白文庫)를 마련하기도 하였다.
1966년 4월 1일 갑자기 쓰러져 서울대학교 대학병원에 입원하였다. 병세는 심장경색증을 비롯한 심장질환이었고, 결국 4월 18일 아침 8시경 서울대학교 대학 병원에서 사망하였다.

### 사후
장례식은 서울대학교 문리과대학, 한국사회학회, 진단학회, 대한체육회, 대한올림픽위원회 등 5개 단체가 주관한 연합장으로 주관되어 경상북도 달성군 화원면(현 대구광역시 남구 화원동) 가족 묘역에 안장되었다. 묘비는 사후 1년 뒤인 1967년 그의 1주기에 세워졌는데, 묘비문은 국문학자 이희승(李熙昇)이 짓고, 글씨는 이기우(李基雨)가 썼다.
그가 죽은 이후 바로 대한민국 정부로부터 국민훈장 모란장이 추서되고, 1966년 8월에 일본 정부로부터 훈삼등 욱일중수장을 추서받았으며, 1970년 12월에 대한민국 정부로부터 국민훈장 무궁화장을 추서받았다.
주요 저서로 《조선 문화사 연구 논고》, 《이조 건국의 연구》 등이 있다. 사후 그를 기념하기 위해 해마다 그의 이름을 딴 이상백배 한-일 대학선발농구대회가 개최되고 있고, 아시안게임 최우수선수에게는 이상백배(杯)가 특별 수여되고 있다.

## 저서 및 역서

### 저서
- 《조선 문화사 연구 논고》
- 《이조 건국의 연구》
- 《정치사회학》
- 《지도 농구의 이론과 실제》
- 《한글의 기원》
- 《한국사:근세전기편》
- 《한국사:근세후기편》

### 논문
- 《질서와 진보》
- 《중간계급의 성격》
- 《서해도서(西海島嶼)》

### 번역서
- 미헬스(Michels,R.), 《정치 사회학》
- 루세그 와런, 《사회학개론》

## 가족 및 친척 관계
생전에 일평생 비종교자였던 그는 2년 연상의 서자영(徐慈英)과 결혼하였으나 초배 서자영과의 사이에서 아들(이학희)과 딸(이경희)을 얻었지만 결국 서자영을 병으로 사별한 후 9년 연하의 개신교(장로회) 신자 김정희(金貞姬)와 1951년에 재혼하였는데 계배 김정희와의 사이에서는 자녀가 없었지만 친아우 이상오의 차남(이영희)을 자신의 법적 차남으로 출계하였다.
독립운동가인 이상정, 시인 이상화는 각각 모두 그의 친형이고, 치과의사 겸 성형외과 의사이며 경북대학교 치대 학장을 지낸 이열희는 5촌 조카였다.
- 할아버지 : 이동진
  - 큰아버지: 이일우(李一雨)[2]
    - 사촌 : 이상악
      - 5촌 조카 : 이석희
      - 당조카며느리 : 안귀홍, 경북대 병원장 안두홍의 누나, 영남의료원장을 역임한 안종철의 고모
        - 재종손 : 이재철
        - 재종손 : 이재주, 군법무관 손준성의 어머니
        - 재종손 : 이재란
        - 재종손서 : 박영철, 대봉정형외과 원장

      - 5촌 조카 : 이탁희, 3남 3녀
        - 재종손 : 이재구, 대구 성서병원 원장
        - 재종손 : 이재혁, 성서이비인후과 원장
        - 재종손서 : 이동수, 대영산부인과 원장
        - 재종손서 : 김재연, 경산신경외과 원장

    - 사촌 :
    - 사촌 : 이상길
      - 5촌 조카 : 이합희, 출판인, 동명사 전 부사장 역임
      - 5촌 조카 : 이엽희
      - 당조카며느리 : ?, 박기성 에스닷(대구문구센터) 사장의 누이
      - 5촌 조카 : 이섭희, 이재우(의사, 부산 고신대학교 의대 교수, 고신대 내과과장)
      - 5촌 조카딸 : 이무희
      - 조카사위 : 최한웅, 서울대학교 의대 교수
      - 5촌 조카딸 : 이수희
      - 조카사위 : 이경형, 서울대학교 공대 교수

    - 사촌 누나 : 이숙경
    - 사촌 매부 : 윤홍열(尹洪烈, 1893년 ~ 1947년 2월 19일), 남조선과도입법위원회 의원과 대구시보사 사장 역임 - 윤필오의 아들
      - 5촌 조카딸 : 윤영주
      - 5촌 조카 : 윤성기
      - 당조카며느리 : 허귀진 - 대구시장 허억(許億)의 딸
      - 5촌 조카딸 : 윤덕주(尹德珠, 1921년 6월 23일 - 2005년 7월 8일[4]), 농구선수, 대한체육회 부회장·명예회장 역임
      - 당조카사위 : 서정귀(徐廷貴, 1919년 ~ 1974년), 4대·5대 국회의원, 재무부 차관(1960년), 호남정유사 사장 역임

    - 사촌 : 이상무
      - 5촌 조카 : 이열희(李烈熙, 1924년 12월 18일 ~ 2012년 8월 9일)
      - 당조카며느리 : 박부남(1932년 ~ )
- 아버지: 이시우(李時雨, ? ~ 1907년)
- 어머니: 김신자(金愼子), 김해 김씨(金海 金氏)
  - 형: 이상정(李相定, 1897년 6월 10일 ~ 1947년 10월 27일, 독립운동가. 아호(雅號)는 청남(晴南), 산은(汕隱).)
  - 형수: 한문이(韓文伊, 1895년 ~ 1941년)
  - 형수: 권기옥(權基玉, 1901년 1월 11일 ~ 1988년 4월 19일, 이상정(李相定)의 부인, 여성 비행사.)
  - 형: 이상화(李相和, 1901년 5월 9일 ~ 1943년 4월 25일, 작가, 민족 시인. 아호(雅號)는 상화(尙火, 想華), 무량(無量), 백아(白啞).)
  - 형수: 서온순(徐溫順)
  - 아우: 이상오(李相旿, 1905년 ~ 1969년, 수렵가, 바둑인. 아호(雅號)는 모남(慕南). 경상북도 대구 우현고등보통학교 졸업 및 일본 호세이 대학교 법정학과 학사.)
  - 제수: 서연희(徐蓮姬)
    - 조카딸: 이겸희(李謙熙)
    - 조카사위: 박창암(朴蒼巖, 1923년 5월 15일 ~ 2003년 11월 10일, 군인, 정치가. 이상오(李相旿)의 사위. 아호(雅號)는 만주(滿洲), 허주(虛舟), 농부(農夫). 대한민국 군사영어학교 1기 출신. 대한민국 육군 준장 전역.)
- 사돈 : 최남선(崔南善, 1890년 4월 26일 ~ 1957년 10월 10일)
- 사돈 : 박중양(朴重陽, 1872년 5월 3일 ~ 1959년 4월 23일)
- 사돈 : 허억(許億, 1889년 6월 1일 ~ 1957년) - 대구시장

## 학력
- 경상북도 대구 우현보통학교 졸업
- 경상북도 대구고등보통학교 졸업
- 일본 와세다 제1고등학원 전문학사
- 일본 와세다 대학교 사회철학과 학사
- 일본 와세다 대학교 대학원 사회학과 사회과학 석사
- 서울대학교 대학원 국어국문학과 문학박사

## 상훈 경력
- 보관문화훈장

## 같이 보기
- 서울대학교
- 대한체육회
- 대한 올림픽 위원회
- 우현서루
- 교남고등보통학교